# Gorsvaaggronden
Een gorsvaaggrond is een bodemtype binnen het Nederlandse systeem van bodemclassificatie en behoort tot de initiale vaaggronden.
Er zijn weinig tekenen van bodemvorming. Gorsvaaggronden zijn tot minimaal 20 cm diepte half of bijna gerijpt. Hierdoor zijn slappe zavel- en kleigronden ontstaan met een redelijk stevige bovengrond. De grondsoort is daarom stevig genoeg voor begrazing door vee.
De bodem komt voor in kwelders en schorren en bevat blauwe zeeklei. Ze worden aangetroffen op de wat hogere delen van de buitendijkse gronden, o.a. tegen de dijken. Gorsvaaggronden vormen een overgang tussen natte, nauwelijks of niet gerijpte slikvaaggronden naar de, binnendijks gelegen, meer gerijpte nesvaaggronden.
Slikvaaggronden en gorsvaaggronden worden in oudere literatuur beschreven als buitendijkse kleigronden

## Schematische profielbeschrijving
De onderstaande tabel omvat een schematische uiteenzetting van het bodemprofiel van een gorsvaaggrond uit Zeeland.
| Horizont | Diepte    | Omschrijving                                                                         |
| -------- | --------- | ------------------------------------------------------------------------------------ |
| Ag       | 0–25 cm   | donkergrijze, roestige, zeer humeuze, bijna gerijpte, kalkrijke, lichte klei         |
| Cg       | 25–40 cm  | grijze, roestige, kalkrijke, bijna gerijpte, lichte klei                             |
| CG       | 40–70 cm  | blauwgrijze, roestige en gereduceerde, halfgerijpte, kalkrijke, gelaagde lichte klei |
| G        | 70–120 cm | blauwgrijze, gereduceerde, geheel ongerijpte zware klei                              |